# 國語純化運動
國語純化運動（：／）是指大韓民國將外来語以及漢字熟語使用韓語固有語進行替換的語言改革運動。這和排斥漢字、只用諺文來表記韓語的谚文專用（只使用諺文表記漢字詞、並不謀求消除漢字詞）所不同。

## 簡介
韓語的國語純化運動是在日本戰敗、朝鮮半島解放的同時開始實行的。
1948年，大韓民國文教部編著并發佈了名為《奪回我們的語言 (우리말 도로찾기)》的小冊子，這是這項政策的開端。與此同時，將從日本語傳入的漢字詞如等改寫為等純韓語表記的提案也被提出。1951年，科學技術用語制定委員會設立，并開始嘗試對詞彙的純化，基本方針是排斥日語詞，但西洋借詞則在純化運動的考慮範圍外。
朴正熙政權自1976年以來，爲了推進以排除外來語為宗旨、採用自國固有語進行表記的國語純化運動，成立了由文化觀光部以及政府各界人士構成的「國語純化運動協議会」。韓國文化觀光部下屬的「國立國語院」負責研究將外来語替換為韓語的方案，毎年都要發表「國語純化用語資料集」。但是這之中包含了在很多場合下都顯得不自然的譯詞，大多數並沒有被韓國社會採用。
從朝鮮日治時代開始，韓國很多表示近代概念的詞語都採用和製漢語或者音譯日語單詞，這些詞也成了被純化的對象，因此大部份都被改為了韓語固有語。特別是在鐵道用語中存在很多理解困難的漢字詞，這些詞很容易地就被韓國固有語取代了。
但是在朝鮮，相較于曾推進國語純化運動的韓國，卻仍然保留了很多日語引入的詞彙。但也因此南北韓的語言逐漸出現了溝通障礙。

## 純化之例
車站標示例子：
以日本語爲純化對象改變寫法的例子：
- → （壽司）
- → （海苔卷（日语））
- →（歌房）
- → （天婦羅）
- →（很多）